# Saljut, Marija!
Saljut, Marija! (russisk: Салют, Мария!) er en sovjetisk spillefilm fra 1970 af Iosif Chejfits.

## Medvirkende
- Ada Rogovtseva som Marija Tkatjova
- Angel Gutierrez som Pablo Luis Alvarez
- Vitalij Solomin som Seva Tjudrejev
- Vladimir Tatosov som Ignacio Mures
- Valentina Vladimirova